# 牧港倉庫
牧港倉庫 (まきみなとそうこ、英語 Machinato Warehouse) は、沖縄県浦添市牧港の国道58号線沿いにあった米軍基地の一つ。沖縄返還協定での米軍基地施設番号は FAC6054。1974年に返還され、現在は民間の娯楽施設 (パチンコ店) となっている。また隣接して同じく陸軍の牧港サービス事務所があり、こちらは1973年に返還されている。

## 概要
米陸軍が管理する沖縄エクスチェンジサービス (OWEX) で保存期間の長い物資を補完する倉庫のひとつとして使用。生鮮食品類を保存する倉庫としては、那覇冷凍倉庫があった。
陸空軍生活品販売業務
- 旧称: Okinawa Regional Exchange Dry Storage Office[1]
- 改称: 「牧港倉庫」Machinato Warehouse

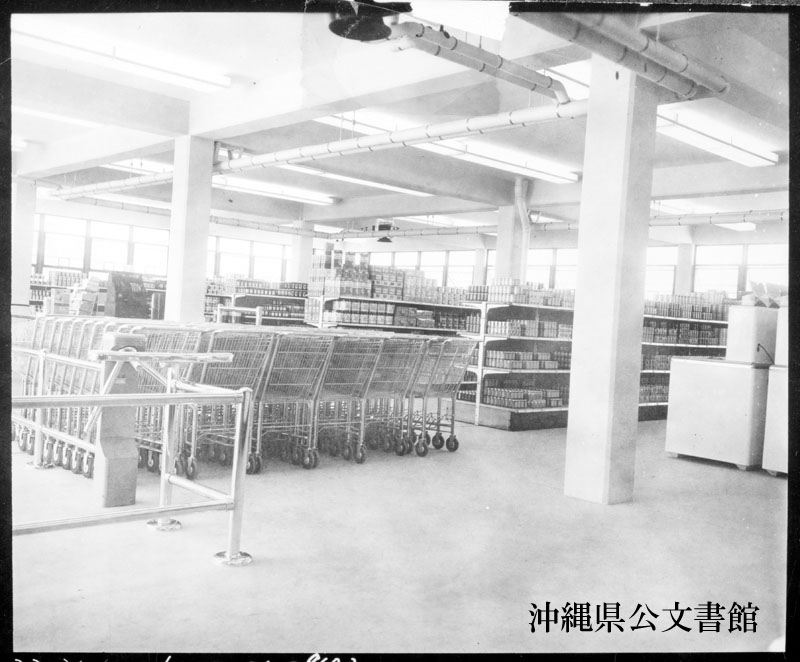
浦添市牧港に完成した倉庫型の牧港コミッサリー (1956年9月24日)

- 場所: 浦添市字牧港
- 面積: 2千㎡[2]
- 施設番号: A表 FAC6055
- 管理部隊: 米陸軍

## 用語

### 牧港倉庫
牧港倉庫 (FAC6054) は、嘉手納以南の基地返還計画で名前があげられている牧港補給地区 (キャンプ・キンザー) (FAC6056) の倉庫地区とは異なることに注意。

### マチナト
牧港は、もともと「まちなと」であったが、現在は日本語読みの「まきみなと」という読み方が定着している。米軍は沖縄口語の地名をそのまま基地名にしている場合が多く、牧港にある幾つかの米軍基地はマチナトという名称が使われていた。

### 沖縄エクスチェンジ
沖縄エクスチェンジ (Okinawa Exchange 通称 OWEX オーワックス) とは米国本土にあ る陸空軍 AAFES  (The Army & Air Force Exchange Service) の沖縄地区営業本部で、本部はキャンプ瑞慶覧内にある。米陸軍と空軍の軍人・軍属及びその家族に様々な商品・サービスを提供するための機関で、基地内にはこの AAFES 直営による食品や日用雑貨の売店 (Post Exchange: 通称 PX ピーエックス) や、映画館、土産品店、クリーニング業、リースレンタル業、花屋、音楽教室等、日常生活に必要なサービスを提供している。

## 歴史
年代不明: 陸軍の倉庫として使用。
1972年5月15日、沖縄返還協定により、日本政府が「牧港倉庫」として米軍に提供開始。使用主目的は倉庫。
1974年12月10日、全返還される。
現在は民間会社の遊興施設 (パチンコ店) になっている。